# ヴァルキリーコンプレックス
『ヴァルキリーコンプレックス』 (Valkyrie Complex) は、CIRCUSより発売されたアダルトゲームソフト。略称はVC。2009年に漫画化された。

## 概要
CIRCUS作品としては『エターナルファンタジー』以来のRPG作品、Windows 2000非対応。
『D.C.V 〜ダ・カーポ ヴァルキリーコンプレックス〜』の製作が発表され、本作にはプレリュードディスクが付いた。

## ストーリー
世界の終わりが迫る中、ひょんなことから愛の女神(フィリーヤ)の代行者となった主人公が数人の仲間とともに世界を救う旅に出ることから物語が始まる。巨人族と戦ったり、話の裏で邪神ロキが暗躍したり、ラスボスが”元”主神のオーディン、などと主に北欧神話を題材としている。

## 登場人物
レオ・リチュアル
声 - なし、身長 - 170cm、体重 - 58kg、キャラデザイン - 秋蕎麦
主人公。剣術が上手い。
キリエ・レイソン
声 - ひなき藍、身長 - 166cm、体重 - ???kg、キャラデザイン - 秋蕎麦
遥か昔より生きる伝説のヴァルキリー。頑固で融通が利かない。生き物全般と甘い物が好きだが、甘い物が好きであることは隠している。
ミコト・ミュラー
声 - かがみありす、身長 - 153cm、体重 - 46kg、キャラデザイン - 天草帳
レオの幼なじみ。腕っ節が強く、常に元気なパン屋の看板娘。職種はソーサラーで、また重度の武具オタクであるため、それらを組み合わせて様々な属性の攻撃ができる。パン焼きが得意で、暑さが苦手。
エリス・リチュアル
声 - 民安ともえ、身長 - 142cm、体重 - 42kg、キャラデザイン - ちこたむ
レオの義妹。職種はヒーラー。長年レオに密かな恋心を抱いている。料理が得意。ムードメーカーでもある。
カイレイン・プリエーラ
声 - 椎名るぅ、身長 - 168cm、体重 - 52kg、キャラデザイン - 秋蕎麦
レイソール王国の姫で十七女（末っ子）。職種はファイター。一度決めたら突き進む性格。剣術はレオよりも上手い。また温泉が大好きで、寒さが苦手。
レジーナ・アマランタイン
声 - きのみ聖、身長 - 148cm、体重 - 37kg、キャラデザイン - ろり絵師
呪術師の家系出身で、自身も呪術が得意なサモナー。非常に高い潜在能力を持っているが、あることがきっかけで大半は封印している。一人称は僕で、不思議少女。
メイプール
声 - 立花あや、身長 - 139cm、体重 - 50kg、キャラデザイン - 天草帳
魔術によって作られた自動人形。魔力を源とする以外は見た目は普通の女の子。職種はハープを武器にしたバード。性格は頑張り屋ではあるが、ハイパーがつくほどのドジっ娘。
アラータ・オラトリオ
声 - まきいづみ、身長 - 170cm、体重 - 51kg、キャラデザイン - 秋蕎麦
経験豊富で知識をかなり持っているセージ。性に対しては開放的で、それでレオをいじることもある。酒が大好き。眼鏡をかけている。
カンナ
声 - 水瀬沙季、身長 - 168cm、体重 - 48kg、キャラデザイン - 大場陽炎
人間とのハーフエルフで、殺された姉の仇を探している。職種はアーチャー。世間知らずで男性には慣れていない。
フィリーヤ
声 - 桜ちとせ、身長 - ???cm、体重 - ???kg、キャラデザイン - かゆらゆか
愛の女神。姿形は自由に変えることができ、子供にも大人にもなることができるが、普段は子供の姿である。また姿を変えることによって神格が変わる。性格はわがままで自己中心的だが、例外こそあるものの信者には基本的に優しい。

## スタッフ
- ディレクター - 釧路洋
- 原画 - 秋蕎麦、かゆらゆか、天草帳、ちこたむ、ろり絵師、大場陽炎
- シナリオ - 釧路洋、秋タカシ

## 主題歌
オープニングテーマ「聖戦スペクタル」
作詞 - Ceui / 作曲 - 小高光太郎・Ceui / 編曲 - 小高光太郎 / 歌 - Ceui
エンディングテーマ「ONENESS」
作詞・作曲 - 瀬名 / 編曲 - 石川智久 / 歌 - 瀬名
挿入歌
「I will go」
作詞 - yozuca* / 作曲 - 俊龍 / 編曲 - chokix / 歌 - yozuca*
「helado」
作詞 - miru / 作曲・編曲 - 関野元規 / 歌 - miru
「Flare of Hell」
作詞・作曲 - 瀬名 / 編曲 - littlelittle / 歌 - 加瀬愛奈
「conspire」
作詞 - 飛蘭 / 作曲・編曲 - 藤田淳平 / 歌 - 飛蘭
「永久のコトバ」
作詞 - Ceui / 作曲 - 小高光太郎・Ceui / 編曲 - 小高光太郎 / 歌 - Ceui

## 音楽CD
- ヴァルキリーコンプレックスボーカルアルバム

## ラジオ
D.C.toVCラジオ
キリエ・レイソン役のひなき藍、レジーナ・アマランタイン役のきのみ聖、メイプール役の立花あやの3人によるラジオ。

## 漫画
『ヴァルキリーコンプレックスZERO』が月刊コンプエースにて2009年7月号〜12月号まで連載。全1巻。原作：CIRCUS、作画：峠比呂。
- 2009年12月22日発売[1]、ISBN 978-4-04715-356-1